# Miki Jamane
Miki Jamane (japonsky: 山根 視来, * 22. prosince 1993) je japonský profesionální fotbalista a bývalý reprezentant, který hraje na pozici pravého obránce za americký klub LA Galaxy.

## Klubová kariéra
Miki Jamane přestoupil do klubu J1 League Šónan Bellmare v roce 2016. 20. dubna debutoval v J.League Cupu (proti Júbilo Iwata).
Dne 5. ledna 2024 se Jamane připojil k týmu Major League Soccer LA Galaxy na tříletou smlouvu.

## Reprezentační kariéra
Za japonskou fotbalovou reprezentaci debutoval 25. března 2021 v přátelském utkání proti Jižní Koreji. Vstřelil také úvodní gól v 16. minutě a Japonsko vyhrálo 3:0. Miki byl součástí japonského 26členného týmu pro Mistrovství světa ve fotbale 2022 v Kataru.

## Statistiky

### Klubové
Platí k zápasu hranému 15. listopadu 2022.
| Klubové statistiky | Klubové statistiky | Klubové statistiky | Liga   | Liga | Národní pohár | Národní pohár | Ligový pohár | Ligový pohár | Kontinentální | Kontinentální | Ostatní | Ostatní | Celkově | Celkově |
| Klub               | Sezóna             | Soutěž             | Zápasy | Góly | Zápasy        | Góly          | Zápasy       | Góly         | Zápasy        | Góly          | Zápasy  | Góly    | Zápasy  | Góly    |
| ------------------ | ------------------ | ------------------ | ------ | ---- | ------------- | ------------- | ------------ | ------------ | ------------- | ------------- | ------- | ------- | ------- | ------- |
| Šónan Bellmare     | 2016               | J1 League          | –      | –    | 2             | 0             | 2            | 0            | –             | –             | –       | –       | 4       | 0       |
| Šónan Bellmare     | 2017               | J2 League          | 37     | 0    | 2             | 0             | –            | –            | –             | –             | –       | –       | 39      | 0       |
| Šónan Bellmare     | 2018               | J1 League          | 32     | 1    | –             | –             | 8            | 0            | –             | –             | –       | –       | 40      | 1       |
| Šónan Bellmare     | 2019               | J1 League          | 31     | 2    | –             | –             | 3            | 0            | –             | –             | 1       | 0       | 35      | 2       |
| Šónan Bellmare     | Celkově            | Celkově            | 100    | 3    | 4             | 0             | 13           | 0            | 0             | 0             | 1       | 0       | 118     | 3       |
| Kawasaki Frontale  | 2020               | J1 League          | 31     | 4    | 2             | 0             | 5            | 0            | –             | –             | –       | –       | 38      | 4       |
| Kawasaki Frontale  | 2021               | J1 League          | 37     | 2    | 4             | 0             | –            | –            | 6             | 0             | 1       | 0       | 48      | 2       |
| Kawasaki Frontale  | 2022               | J1 League          | 32     | 3    | 0             | 0             | 1            | 0            | 4             | 0             | 1       | 0       | 38      | 3       |
| Kawasaki Frontale  | Celkově            | Celkově            | 100    | 9    | 6             | 0             | 6            | 0            | 10            | 0             | 2       | 0       | 124     | 9       |
| Celkově v kariéře  | Celkově v kariéře  | Celkově v kariéře  | 200    | 12   | 10            | 0             | 19           | 0            | 10            | 0             | 3       | 0       | 242     | 12      |

### Reprezentační
Platí k zápasu hranému 17. září 2022.
| Národní tým | Rok     | Zápasy | Góly |
| ----------- | ------- | ------ | ---- |
| Japonsko    | 2021    | 2      | 1    |
| Japonsko    | 2022    | 14     | 1    |
| Celkově     | Celkově | 16     | 2    |

#### Reprezentační góly
Skóre a výsledky Japonska jsou vždy zapsány jako první. Góly Mikiho Jamaneho jsou zvýrazněny.
| Gól | Datum           | Místo                              | Soupeř      | Skóre | Výsledek | Soutěž          |
| --- | --------------- | ---------------------------------- | ----------- | ----- | -------- | --------------- |
| 1.  | 25. března 2021 | Nissan Stadium, Jokohama, Japonsko | Jižní Korea | 1:0   | 3:0      | Přátelský zápas |
| 2.  | 10. června 2022 | Kobe Wing Stadium, Kóbe, Japonsko  | Ghana       | 1:0   | 4:1      | Kirin Cup 2022  |

## Úspěchy
Šónan Bellmare
- J2 League: 2017
- J.League Cup: 2018

Kawasaki Frontale
- J1 League: 2020, 2021
- Emperor's Cup: 2020, 2023
- Japanese Super Cup: 2021

Japonsko
- EAFF E-1 Football Championship: 2022

Individuální
- Nejlepší jedenáctka J1 League: 2020, 2021, 2022